# Liste von Persönlichkeiten der Stadt Altenburg
Diese Liste enthält Persönlichkeiten der Stadt Altenburg in Thüringen.

## Ehrenbürger
(gemäß Altenburger Stadtarchiv)
- Bernhard August von Lindenau, (verliehen am 14. Juli 1844)
- Charlotte Julie von Friesen, Pröbstin des Magdalenenstifts, (25. August 1854)
- Constantin Nicolajewitsch, Großfürst von Russland, Alexandra Josephowna, Großfürstin von Russland und Prinzessin von Sachsen-Altenburg sowie die Kinder Nicolaus Konstantinowitsch, Olga Konstantinowna, Wera Konstantinowna und Konstantin Konstantinowitsch, (26. August 1858)
- Hans Ludwig Udo von Tresckow, (7. Juli 1864)
- Moritz Laurentius, Oberbürgermeister von Altenburg, (30. Dezember 1879)
- Otto Eduard Leopold Fürst von Bismarck, (7. März 1895)
- Gustav Hammer, erster Sprecher des Bürgervorstandes (13. Februar 1905)
- Hermann Donath, Landtagsabgeordneter, (1908)
- Paul von Hindenburg (1847–1934), Generalfeldmarschall[2]
- Ernst Amende, Altertumsforscher, (13. Mai 1933)
- Hans Richard Köhler, Fabrikbesitzer und Stifter, (10. Oktober 1933)
- Freiherr Börries von Münchhausen, (28. Februar 1944)
- Erika von Watzdorf-Bachoff (30. April 1948)
- Hanns-Conon von der Gabelentz, Direktor des Lindenau-Museums (10. November 1962)
- Fritz Voigt, Arbeiterveteran, (4. Dezember 1963)
- Jefim Kowner, 1945 Kulturoffizier in Altenburg (9. Dezember 1972)
- Alexej Archipowitsch Leonow, war in Altenburg stationiert, (7. Oktober 1973)

## Söhne und Töchter der Stadt

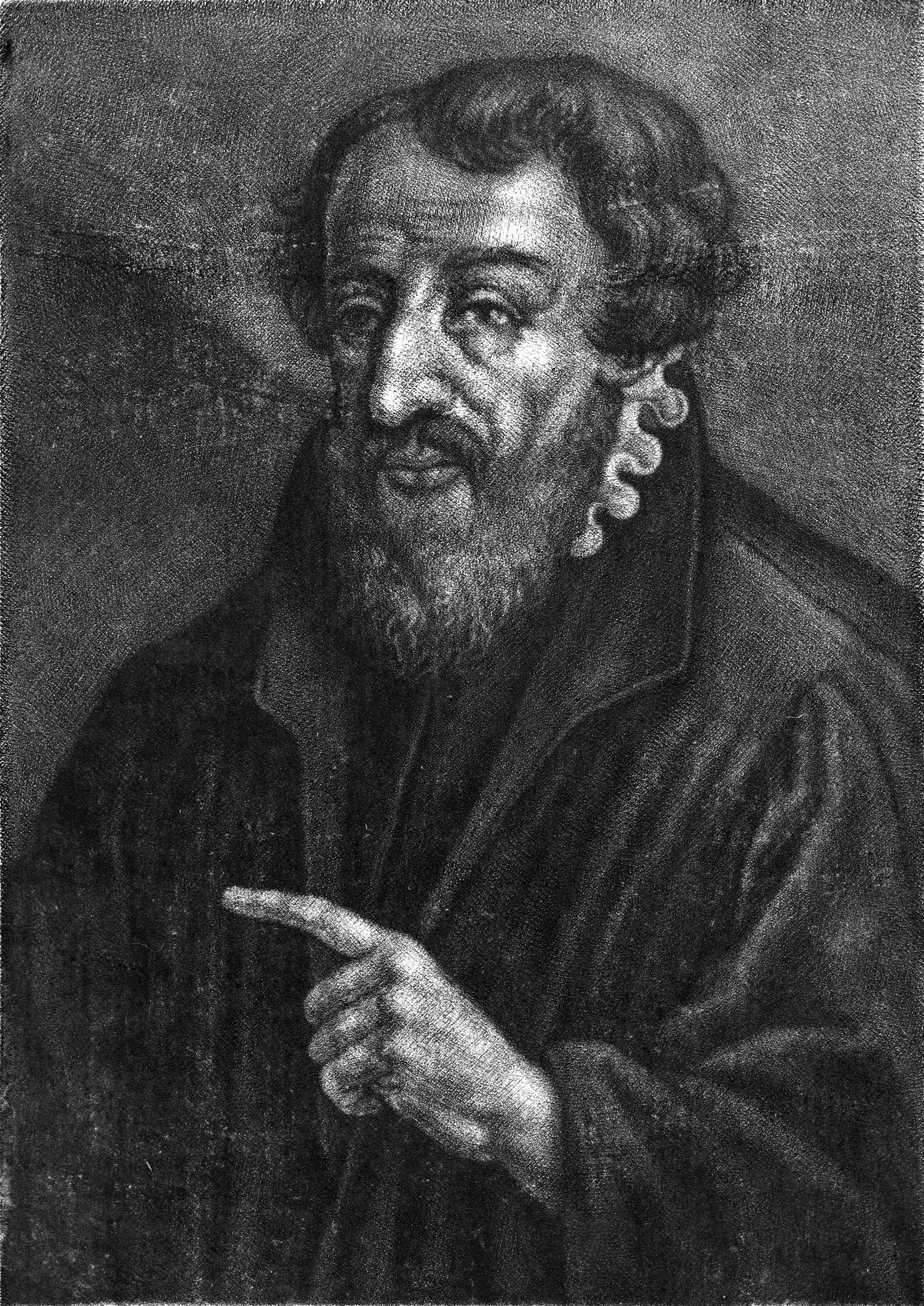
Georg Melhorn
(≈1513–1563)

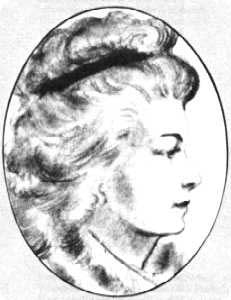
Sophie Mereau
(1770–1806)

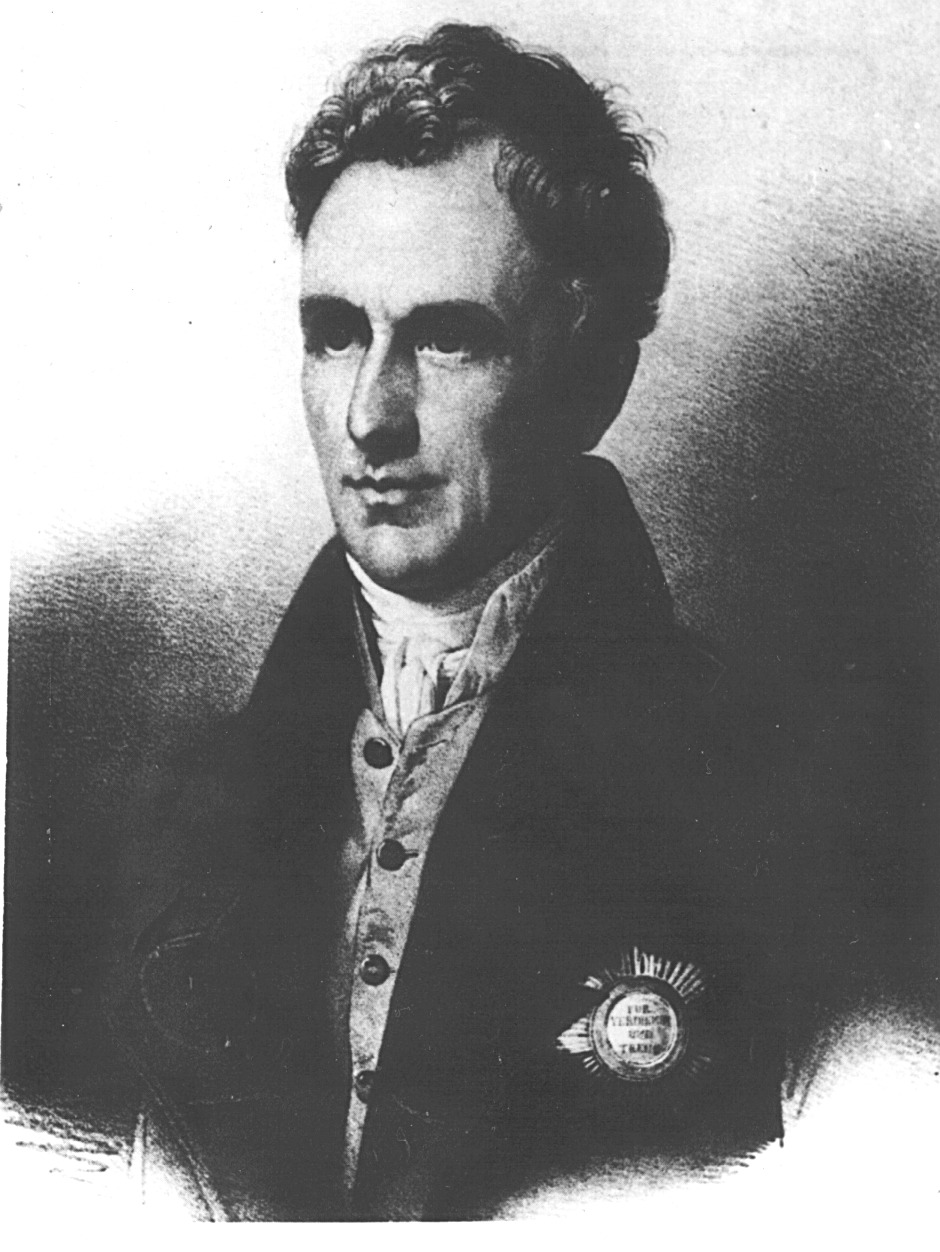
Bernhard von Lindenau
(1779–1854)

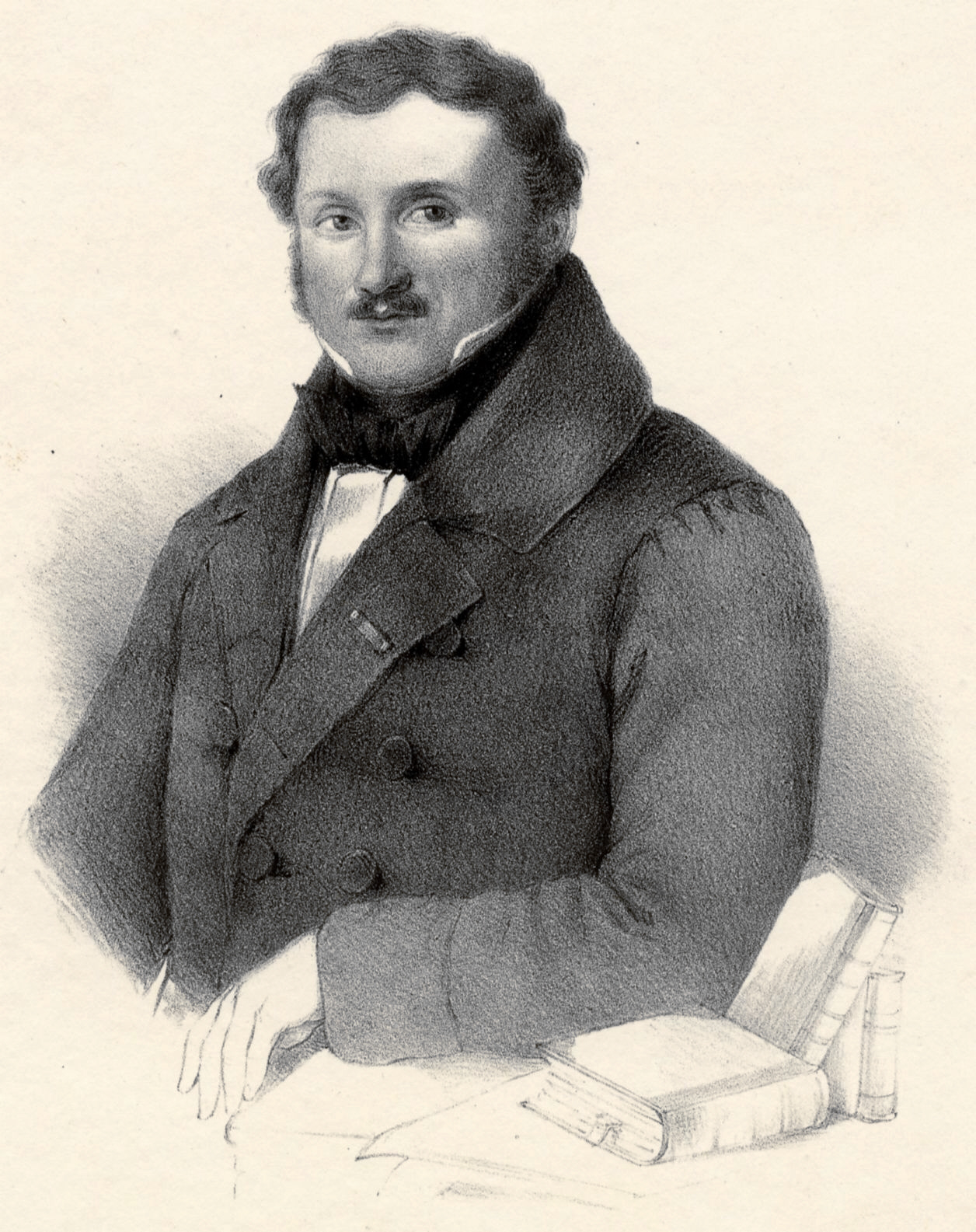
Heinrich August Pierer
(1794–1850)

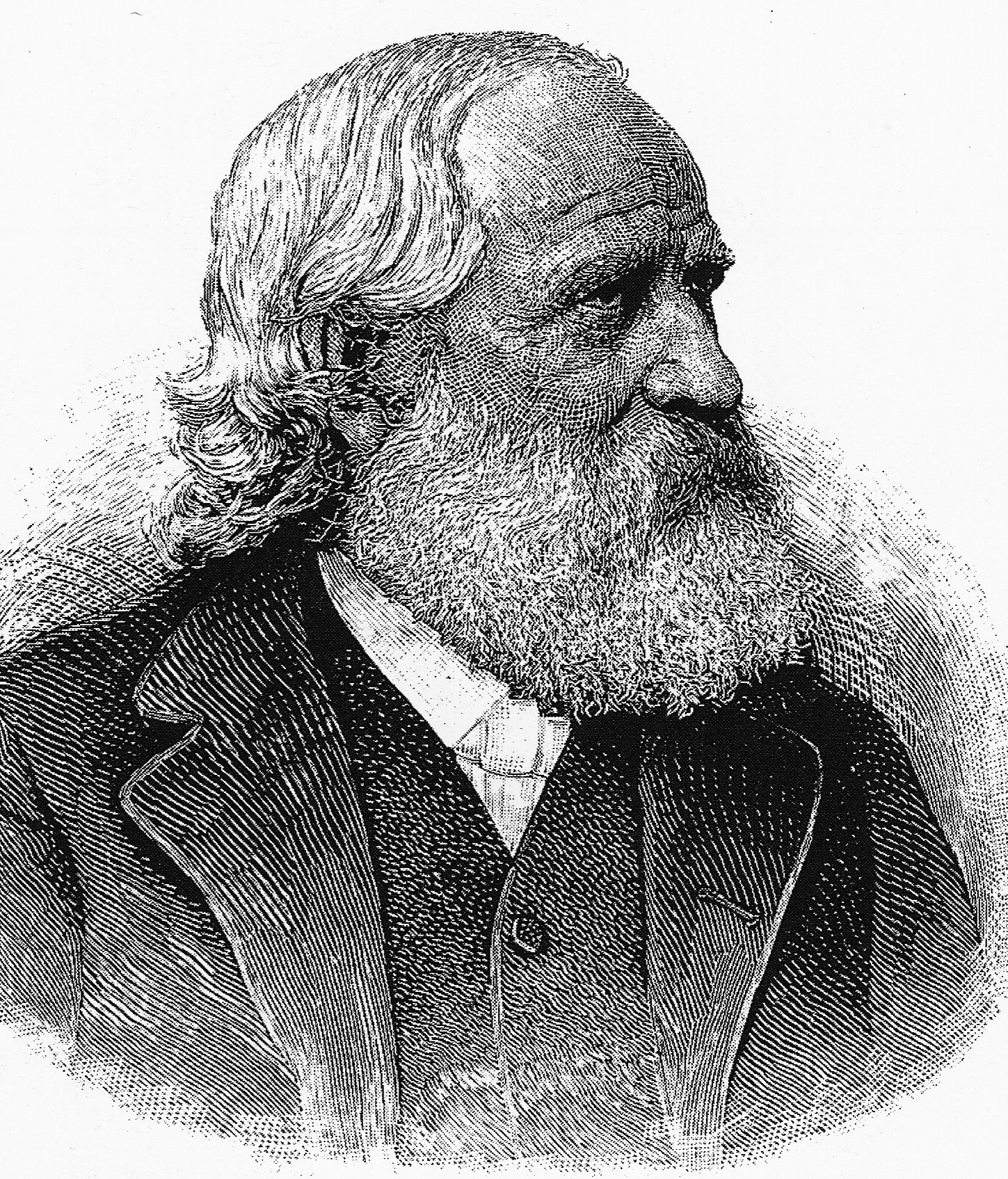
Adolph Douai
(1819–1888)

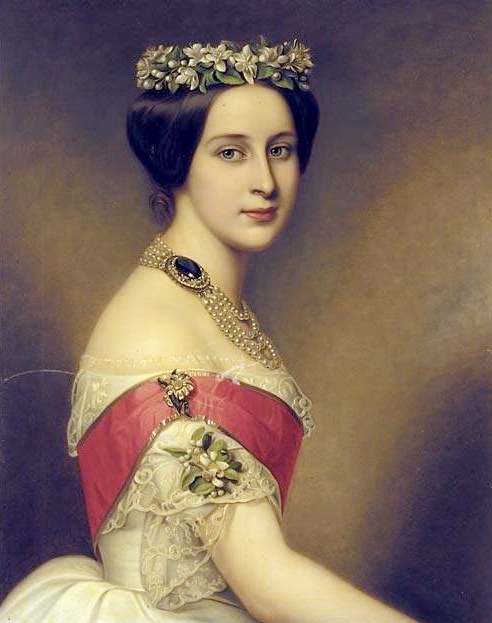
Alexandra von Sachsen-Altenburg
(1830–1911)

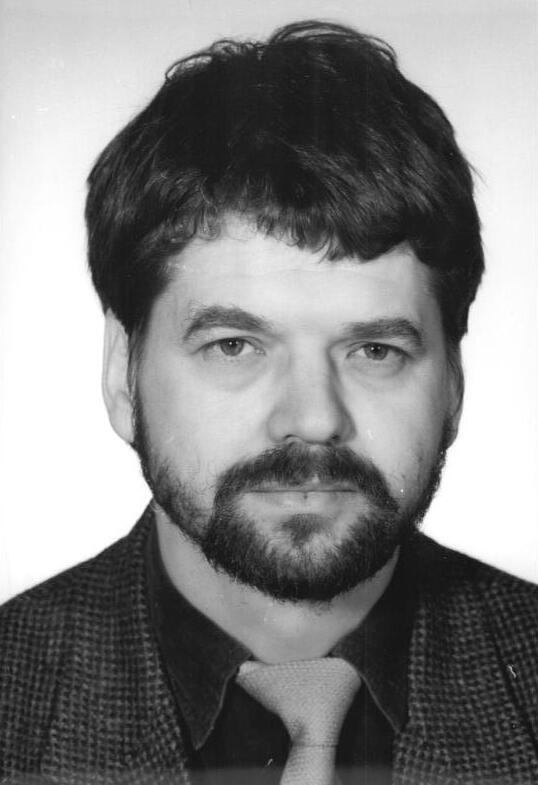
Hans-Jürgen Misselwitz
(* 1950)

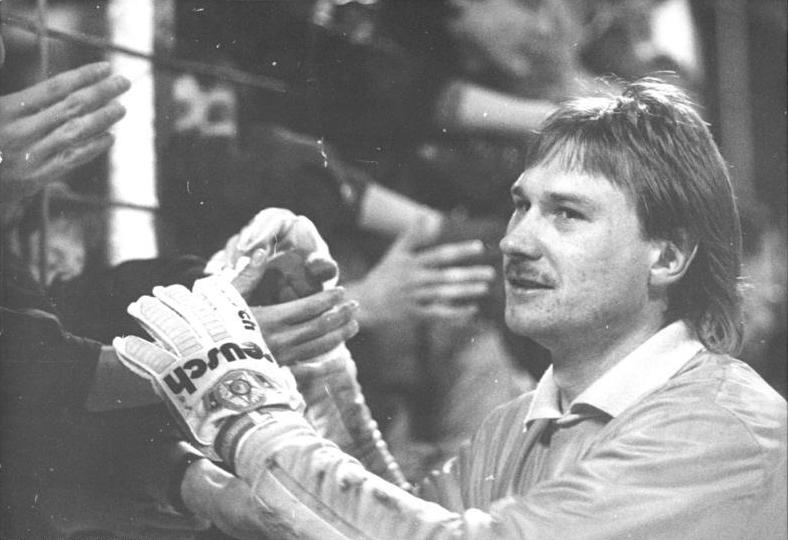
Perry Bräutigam
(* 1963)

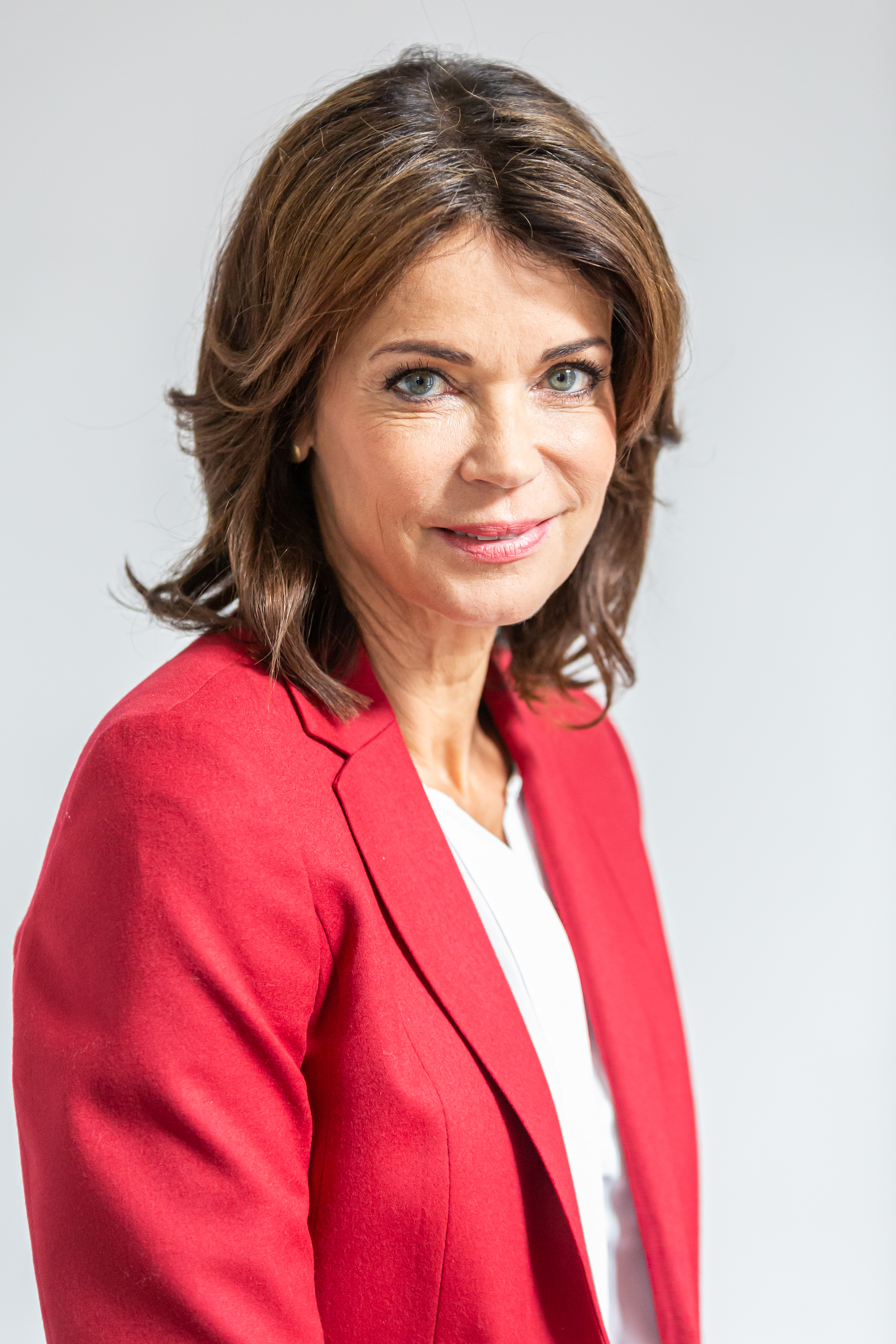
Gerit Kling
(* 1965)

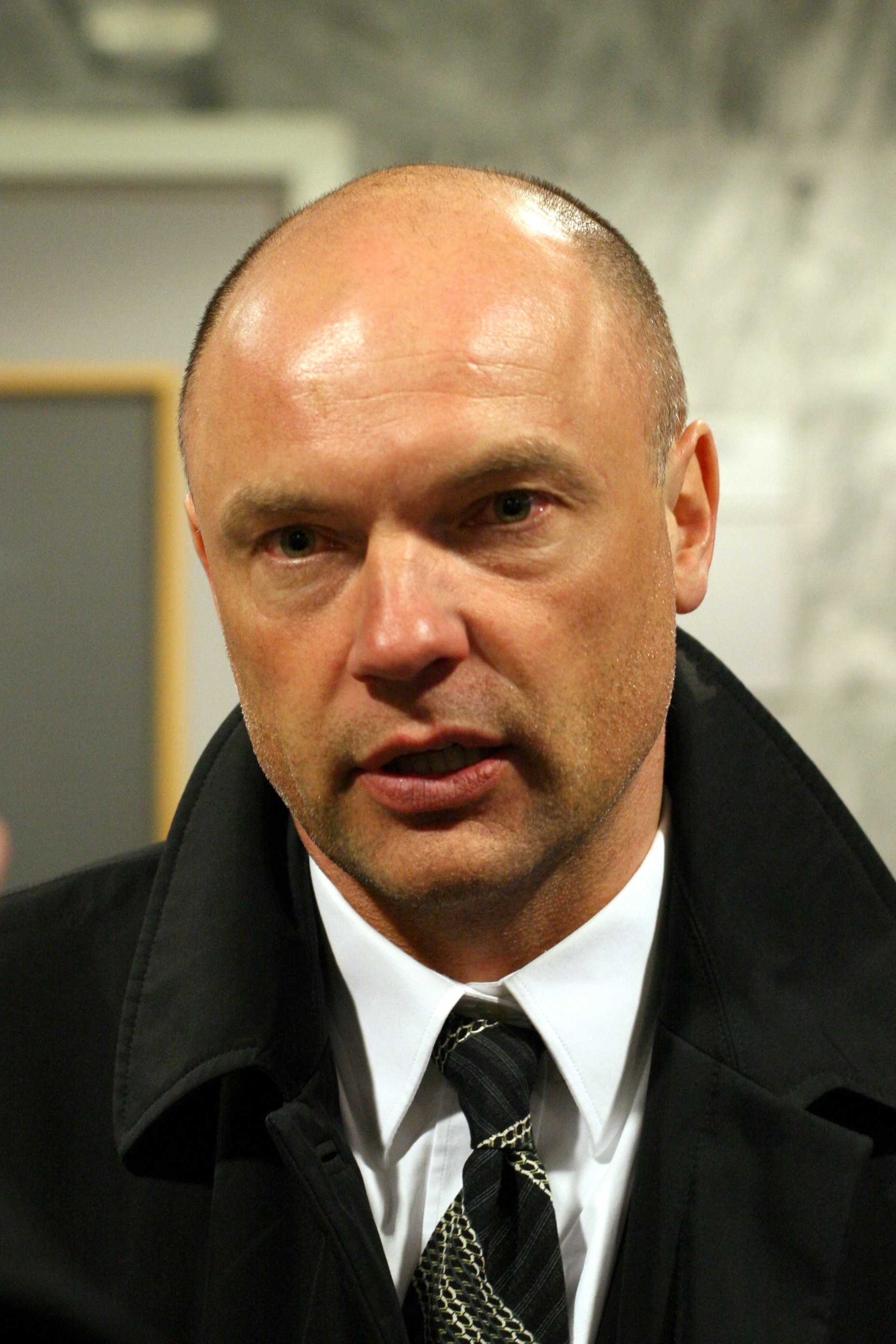
Uwe Rösler
(* 1968)

### Bis 1700
- Ursula Weyda, geborene von Zschöpperitz (1504 – n. 1565), Flugschriftautorin der Reformation
- Georg Melhorn (≈1513–1563), Pädagoge und evangelischer Theologe
- Matthias Colerus (≈1530–1587), Rechtswissenschaftler
- Christian Richter (1587–1667), Altenburger Hofmaler
- Johann Ernst I. (1594–1626), Herzog von Sachsen-Weimar
- Friedrich von Sachsen-Weimar (1596–1622), Herzog
- Wilhelm IV. von Sachsen-Weimar (1598–1662), Herzog
- Albrecht von Sachsen-Eisenach (1599–1644), Herzog
- Johann Friedrich von Sachsen-Weimar (1600–1628), Herzog von Sachsen-Weimar
- Ernst I. von Sachsen-Gotha (1601–1675), Sohn von Herzog Johann III. von Sachsen-Weimar
- Johann Reinboth (1609–1673), Generalsuperintendent von Schleswig-Holstein-Gottorf
- Hans Wilhelm von Meerheimb (1620–1688), Offizier
- Johann Arnold Friderici (1637–1672), Mediziner und Botaniker
- Johann Georg Döhler (1642–1710), Verwaltungsjurist
- Johanna Magdalena von Sachsen-Altenburg (1656–1686), Prinzessin von Sachsen-Altenburg
- Friedrich Wilhelm III. (1657–1672), der letzte Herzog von Sachsen-Altenburg
- Christian Wermuth (1661–1739), Medailleur
- Christian Friedrich Witt (≈1666–1717), Kirchenmusiker und Komponist
- Gottfried Schulz (1669–1719), Mediziner
- Friedrich Gotthelf Gotter (1682–1746), lutherischer Theologe und Pädagoge
- Simon Paul Hilscher (1682–1748), Mediziner

### 18. Jahrhundert
- Ludwig Friedrich Lenz (1717–1780), Jurist, Hymnologe, geistlicher Dichter, Freimaurer
- Friedrich August von Erlach (1721–1801), preußischer Generalleutnant, Ritter des Ordens Pour le Mérite
- Daniel Friedrich Loos (1735–1819), Medailleur, Graveur und Stempelschneider
- Julie Clodius (1750–1805), Schriftstellerin
- Johann Georg August Galletti (1750–1828), Historiker und Geograf
- Karl Christoph Förster (1751–1811), lutherischer Pfarrer und Kirchendichter
- Theodor Gotthold Thienemann (1754–1827), lutherischer Theologe
- Gottlob Heinrich von Lindenau (1755–1830), königlich-sächsischer Kammerherr, Kreisoberforstmeister und Rittergutsbesitzer
- Ernst Müller (1764–1826), Schriftsteller und Privatgelehrter in Leipzig
- Sophie Mereau (1770–1806), Schriftstellerin der deutschen Romantik
- Johann Severin Vater (1771–1826), Theologe und Sprachforscher
- Christian August Heinrich Clodius (1772–1836), Dichter und Philosoph
- Bernhard von Lindenau (1779–1854), Astronom, sächsischer Regierungschef (1830–1843), Kunstsammler
- Ernst August Graf von Beust (1783–1859), preußischer Oberberghauptmann
- Karl Friedrich Bachmann (1785–1855), Philosoph und Mineraloge
- Christian Friedrich Heinrich Sachse (1785–1860), Hofprediger und Kirchenlieddichter
- Christian Friedrich Hase (1790–1860), Herzoglich Sächsisch-Altenburger Kammerrat und Finanzvizepräsident
- Heinrich August Pierer (1794–1850), Offizier, Verleger und Lexikograph
- Karl August Ferdinand Fuchs (1797–1832), evangelischer Pfarrer und Schriftsteller

### 19. Jahrhundert

#### 1801–1850
- Hermann Askan Demme (1802–1867), deutsch-schweizerischer Chirurg
- Johann Wilhelm Zinkeisen (1803–1863), Historiker
- Hermann Schlegel (1804–1884), Ornithologe und Herpetologe
- Friedrich August Fritzsche (1806–1887), Jurist und Politiker
- Hans Conon von der Gabelentz (1807–1874), Sprachforscher, Geheimrat, Minister und Landschaftspräsident
- Franz Kießling (1811–1858), Maler und Kopist
- Friedrich Graf von Beust (1813–1889), Geheimer Rat, Kammerherr und Oberhofmarschall, Generalleutnant und Generaladjutant
- Hanns Bruno Geinitz (1814–1900), Geologe und Paläontologe
- Eduard Franke (1815–1894), Lehrer, evangelischer Pfarrer und Dichter
- Alexander Lincke (1815–1864), Politiker
- Arthur Dölitzsch (1819–1900), Abgeordneter im Sachsen-Altenburger Landtag und im Altenburger Revolutionslandtag
- Adolph Douai (1819–1888), deutsch-US-amerikanischer Publizist, Sozialreformer und Gründer des ersten Kindergartens der USA
- Gustav Adolf Hahn (1819–1872), Architekt und Architekturmaler
- Leopold Besser (1820–1906), Nervenarzt, Psychiater und Autor
- Moritz Laurentius (1821–1891), Jurist und Politiker
- Franz Schlegel (1822–1882), Arzt, Zoologe, Gründer und erster Direktor des Zoologischen Gartens Breslau
- Hans Alfred Erbe (1823–1895), Jurist und Mitglied der Frankfurter Nationalversammlung
- Eugen Pierer (1823–1890), Verleger
- Adele Erbe (1824–1892), Dichterin, Frauenrechtlerin und Revolutionärin
- Gustav Dietzel (1827–1864), Rechtswissenschaftler und Hochschullehrer
- Franz Hermann Reinhold Frank (1827–1894), lutherischer Theologe
- Alexandra von Sachsen-Altenburg (1830–1911), Prinzessin von Sachsen-Altenburg und durch Heirat russische Großfürstin
- Bernhard Erdmannsdörffer (1833–1901), Historiker
- Johannes Hesekiel (1835–1918), evangelischer Theologe
- Gustav Oßwald (1836–1914), Oberbürgermeister von Altenburg
- Arno Kersten (1838–1915), Fotograf
- Georg von der Gabelentz (1840–1893), Sprachforscher, Sinologe
- Victor Loebe (1840–1916), Gymnasiallehrer, Heimatforscher und Chronist
- Edmund Schmidt (1845–1924), Politiker und Unternehmer
- Ludovica Hesekiel (1847–1889), Schriftstellerin
- Karl Friedrich Richard Wagner (1848–1915), Kommunalpolitiker und Verbandsfunktionär

#### 1851–1900
- Leo Ackermann (1853–1907), Theaterschauspieler und Regisseur
- Edmund Lange (1855–1932), Klassischer Philologe, Historiker und Bibliothekar
- Luise Glaß (1857–1932), Schriftstellerin
- Karl von Lindenau (1857–1909), Diplomat
- Clotilde Schilling (1858–1934), deutsche Malerin und Bildhauerin
- Johannes Runkwitz (1859–1916), Sanitätsoffizier der Kaiserlichen Marine
- Joseph Petzoldt (1862–1929), Philosoph
- Marie Anna von Sachsen-Altenburg (1864–1918), Prinzessin von Sachsen-Altenburg und durch Heirat Fürstin zu Schaumburg-Lippe
- Karl Voretzsch (1867–1947), Romanist
- Elise von Hopffgarten (1869–1937), Schriftstellerin und Gründerin des Deutschen Pfadfinderbundes für junge Mädchen
- Ernst II. (1871–1955), Herzog des Herzogtums Sachsen-Altenburg
- Paul Meuche (1871–1943), Buchhändler und Verleger
- Luise von Sachsen-Altenburg (1873–1953), gebürtige Prinzessin von Sachsen-Altenburg, Gattin des Erbprinzen und nachmaligen Herzogs Eduard von Anhalt
- Enno Walther Huth (1875–1964), Offizier, Naturwissenschaftler und Pionier der Luftfahrtindustrie
- Wolfgang Weichardt (1875–1945), Bakteriologe, Serologe und Hygieniker
- Carl Diesch (1880–1957), Bibliothekar
- Carl von Funck (1881–1963), Verwaltungsbeamter und Politiker
- Otto Pech (1882–1950), Bildhauer, Grafiker, Illustrator der Schwarzer-Peter-Spielkarten, (Tierpeterkarte) und Eier-Peter von Pix
- Walter Grünert (1889–1980), Archivar
- Richard Münch (1889–1968), Politiker, Bezirksbürgermeister des Bezirks Spandau von Berlin
- Walter Dudek (1890–1976), letzter Oberbürgermeister von Harburg-Wilhelmsburg und Hamburger Senator
- Erich Gentsch (1893–1944), deutscher Kommunist und Widerstandskämpfer
- Walter Jacob (1893–1964), Maler
- Werner Lange (1893–1965), Vizeadmiral im Zweiten Weltkrieg
- Ernst Sieler (1893–1983), Generalleutnant im Zweiten Weltkrieg
- Hans Bauer (1894–1982), Schriftsteller und Journalist
- Hellmuth Pfeifer (1894–1945), Offizier, zuletzt Generalleutnant im Zweiten Weltkrieg
- Walter Flemming (1896–1977), Bildhauer
- Wilhelm Nowack (1897–1990), Politiker
- Ernst Frommhold (1898–1969), Parteifunktionär (SPD/USPD/KPD/SED), ehemaliger KZ-Häftling, Ministerial-Mitarbeiter Thüringens und der DDR
- Otto Heinig (1898–1952), Politiker, Widerstandskämpfer gegen den Nationalsozialismus

### 20. Jahrhundert

#### 1901–1930
- Wolfgang Bonde (1902–1945), Jurist und Diplomat, Opfer des NS-Regimes
- Wilhelm Bachmann (1904–1972), Maler, Holzschnitzer und Kunsthandwerker
- Heinrich Burkhardt (1904–1985), Maler und Grafiker
- Heinrich Mock (1904–1984), Kunsthistoriker, Graphiksammler, -verleger und -händler
- Kurt Schulze (1904–1986), Lehrer und Museumsdirektor
- Joachim Büchner (1905–1978), Leichtathlet
- Hellmut Peitsch (1906–1950), Politiker (NSDAP)
- Hans Reichardt (1908–1991), Mathematiker und Hochschullehrer
- Hugo Rönck (1908–1990), evangelischer Pfarrer und DC-Bischof
- Karl Altenburger (1909–1978), Radrennfahrer und Unternehmer
- Hans Bahr (1909–1986), Präsident der Kammer für Außenhandel der DDR
- Gerhard Lotz (1911–1981), evangelisch-lutherischer Kirchenjurist und Funktionär der CDU der DDR
- Heinrich Schmidt (1912–2000), SS-Hauptsturmführer und Lagerarzt in Konzentrationslagern
- Lieselott Herforth (1916–2010), Physikerin und Politikerin, erste Rektorin einer deutschen Universität
- Hans-Martin Perthel (1919–1975), Maler, Bühnenbildner und Leiter der Requisite
- Gerhard Vontra (1920–2010), Zeichner und Karikaturist
- Wolfgang Müller (1922–2012), Papyrologe und Althistoriker
- Walter Köpping (1923–1995), Gewerkschafter und Förderer der Arbeiterliteratur
- Ludwig Kötter (1926–2019), Psychologe
- Heinz Lüder (* 1926), Chemiker, Politiker und Funktionär
- Ekkehard Schwartz (1926–2005), Forstwissenschaftler
- Erhard Frommhold (1928–2007), Kunstwissenschaftler und Publizist
- Ev Grüger (1928–2017), Künstlerin
- Ursula Jobst (1929–2024), bildende Künstlerin
- Claus Ritter (1929–1995), Journalist, Sachbuchautor, Literatur- und Filmwissenschaftler
- Rainer Baumann (1930–2021), Fußballspieler
- Manfred Zetzsche (1930–2023), Schauspieler

#### 1931–1950
- Hans Kurt Schulze (1932–2013), Historiker und Hochschullehrer
- Harald Dietl (1933–2022), Schauspieler und Synchronsprecher
- Herbie Hess (1933–2015), Jazzmusiker und Lehrer
- Helmut Polze (1933–1997), Theaterschauspieler und Opernsänger
- Hans-Georg Kiupel (1934–2018), Fußballspieler
- Klaus Schnädelbach (* 1934), Geodät
- Fritz Müller (* 1935), Hochschullehrer für Pathobiochemie an der Universität Leipzig[3]
- Herbert Schnädelbach (1936–2024), Philosoph
- Eva-Maria ten Elsen (* 1937), Schwimmsportlerin und Olympiamedaillengewinnerin
- Bernhard C. Lippold (* 1939), Pharmazeut und Hochschullehrer
- Helga Gallas (* 1940), Literaturwissenschaftlerin
- Renate Geißler (* 1940), Schauspielerin
- Gretel Schiener (* 1940), Turnerin
- Helmut Grieser (* 1941), Historiker
- Christina Renker (* 1941), Keramikerin
- Günter Beier (* 1942), Geräteturner
- Volker Schemmel (1942–2022), Politiker (SPD), Mitglied der Volkskammer, des Bundestags und des Thüringer Landtags
- Hermann Beyer (* 1943), Schauspieler
- Volker Kluge (* 1944), Sportjournalist und Publizist
- Udo Knapp (* 1945), Politologe und Politiker
- Klaus Reichenbach (* 1945), Politiker
- Matthias Hartig (* 1947), Soziolinguist und Hochschullehrer
- Svend-Gunnar Kirmes (* 1949), Rechtsanwalt und Politiker (CDU), Mitglied des Sächsischen Landtags
- Roland Steiner (* 1949), Regisseur und Drehbuchautor
- Hans-Jürgen Misselwitz (* 1950), Politiker

#### 1951–1970
- Elisabeth Dommer (* 1951), Autorin
- Andreas Herrmann (* 1953), Biophysiker
- Torsten Enders (* 1954), Hörspielautor und -dramaturg
- Hans-Jürgen Gerhardt (* 1954), Bobfahrer
- Peter Mario Grau (* 1955), Schauspieler
- Ulrike Pilarczyk (* 1956), Erziehungswissenschaftlerin
- Dieter Kalka (* 1957), Autor und Liedermacher
- Andreas Treske (* 1957), Fußballspieler
- Peter Böthig (* 1958), Germanist und Literaturwissenschaftler
- Detlev „Delle“ Kriese (* 1958), Rockmusiker
- Jürgen Thiele (* 1959), Ruderer, Olympiasieger 1980 im Vierer ohne Steuermann
- Uwe Melzer (* 1960), Politiker (CDU), Landrat des Landkreises Altenburger Land
- Hartmut Schubert (* 1960), Politiker
- Kerstin Walther (* 1961), Leichtathletin, die bei den Weltmeisterschaften 1983 mit der DDR-Staffel die Goldmedaille im 4-mal-400-Meter-Lauf gewann
- Ralf Haber (* 1962), Leichtathlet
- Uwe Jungandreas (* 1962), Handballtrainer und Handballspieler
- Olaf Kasten (* 1962), Leichtathlet
- Tom Pohlmann (* 1962), Schriftsteller
- Frank Schröder (* 1962), Skilangläufer
- Michael Wolf (* 1962), Politiker, Oberbürgermeister der Stadt Altenburg
- Perry Bräutigam (* 1963), Fußballspieler
- Michaele Sojka (* 1963), Landes- und Kommunalpolitikerin (Die Linke)
- Uwe Jurdeczka (* 1964), Ingenieur und Wissenschaftler
- Simone Lässig (* 1964), Historikerin
- Gerit Kling (* 1965), Schauspielerin
- Frank Motz (* 1965), Maler und Galerist
- Anke Heinig (* 1968), Tischtennisspielerin
- Uwe Rösler (* 1968), Fußballspieler
- Carsten Schatz (* 1970), Politiker (Die Linke)
- Marcus Ventzke (* 1970), Historiker, Geschichtstheoretiker und Geschichtsdidaktiker
- Claudia Weiske (* 1970), Schauspielerin

#### 1971–2000
- Sandra Tänzer (* 1973), Pädagogin
- Cornelia Osterwald (* 1975), Cembalistin und Dozentin für Alte Musik
- Judith Enders (* 1976), Politikwissenschaftlerin und Autorin
- Mandy Eißing (* 1976), Politikerin (Die Linke)
- Norman Müller (* 1977), Verwaltungsjurist, politischer Beamter und Politiker (SPD)
- André Neumann (* 1977), Politiker (CDU), Oberbürgermeister der Stadt Altenburg
- Anja Schneider (* 1977), Schauspielerin
- Thomas Hoffmann (* 1979), Politiker (AfD), MdL
- Sina Kießling (* 1979), Schauspielerin
- Dominik Greger (* 1980), Kontrabassist
- Markus Manig (* 1981), Schauspieler, Synchronsprecher und -schauspieler
- Ralf Plötner (* 1983), Politiker (Die Linke), MdL
- Manuel Schmid (* 1984), Sänger, Komponist und Tontechniker
- Michael Haucke (* 1985), Basketballspieler
- Sarah Lesch (* 1986), Liedermacherin
- Luisa Schulze (* 1990), Handballspielerin
- Digital Factor (gegr. 1993), Elektro-Musikprojekt
- Karl Junghannß (* 1996), Leichtathlet
- Lukas Wank (* 1997), Basketballspieler
- Lukas Pauli (* 2000), Komponist

### 21. Jahrhundert
- Jan-Ole Jähnig (* 2001), Motorradrennfahrer

### Geburtsjahr unbekannt
- Bernhard Misselwitz, Hof-Juwelier
- Adolph Erdmannsdörffer († 1845), Burschenschafter in Jena
- Walter Fröhlich, Textil-Technologe, Kommunist, Retter der Stadt vor der Zerstörung 1945

## Persönlichkeiten, die in Altenburg gewirkt haben

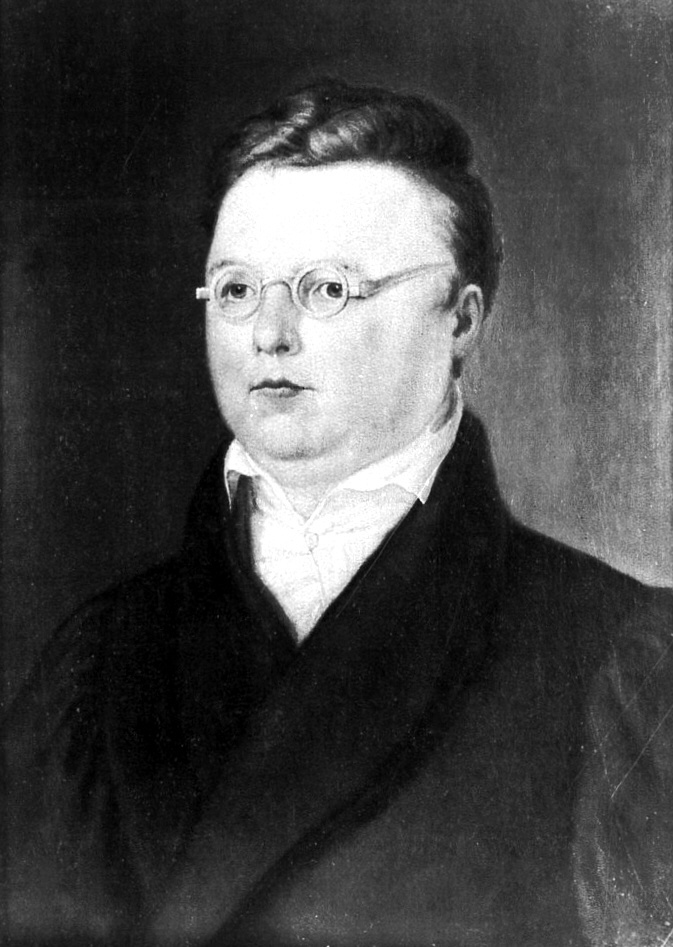
Friedrich Arnold Brockhaus

- Friedrich I. „Barbarossa“ (um 1122 – 1190), Kaiser des Heiligen Römischen Reiches
- Georg Spalatin (1484–1545), Theologe, Reformator und Vertrauter Martin Luthers
- Joseph Clauder (1586–1653), evangelischer Theologe, Kirchenliedkomponist und Dichter
- Thomas Reinesius (1587–1667), Mediziner und Philologe; von 1627 bis 1657 Leib- und Stadtarzt sowie Bürgermeister in Altenburg
- Ägidius Hunnius der Jüngere (1594–1642), war Generalsuperintendent von Altenburg von 1624 bis 1642
- Johannes Niedling (1602–1668), Kirchenlieddichter und Lehrer
- Johann Christfried Sagittarius (1617–1689), Generalsuperintendent von Altenburg
- Paul Martin Sagittarius (1645–1694), Rektor des Gymnasiums und Vikar des Generalsuperintendenten
- Karl Andreas Redel (1664–1730), Generalsuperintendent
- Christian Juncker (1668–1714), Direktor des Gymnasiums
- Johann Heinrich Acker (1680–1759), Direktor des Gymnasiums, Philologe und Literaturhistoriker
- Christian Löber (1683–1747), Generalsuperintendent
- Johann Ludwig Krebs (1713–1780), Komponist und Organist; starb 1780 in Altenburg
- Samuel Benjamin Reichel (1716–1793), Theologe, Gymnasiallehrer und Rektor in Altenburg
- Gotthilf Friedemann Löber (1722–1799), Generalsuperintendent und Geheimer Konsistorialrat
- Elias Schlegel (1750–1805), Instrumentenmacher und Klavierbauer; erfand 1792 in Altenburg das Fortepianoklavier
- Hermann Christoph Gottfried Demme (1760–1822), Kanzelredner und Schriftsteller
- Ludwig Ramshorn (1768–1837), Klassischer Philologe und Gymnasiallehrer
- Friedrich Arnold Brockhaus (1772–1823), lebte von 1810 bis 1817 in Altenburg
- Johann Karl Immanuel Buddeus (1780–1844), Staatswissenschaftler, Steuerbeamter, Anwalt und Richter in Altenburg
- Johann Ludwig Choulant (1791–1861), Arzt und Verlagsmitarbeiter
- Friedrich Gotthilf Fritsche (1799–1851), Generalsuperintendent und Konsistorialrat
- Auguste Herz (1824–1880), Pädagogin und Orthopädin
- Alfred Brehm (1829–1884), lebte von 1844 bis 1846 in Altenburg
- Heinrich Weißker (* 1854), Jurist, Bürgermeister von Altenburg und Abgeordneter
- Wilhelm von Beczwarzowski (1862–1932), Major und Bataillonskommandeur des 8. Thüringischen Infanterie-Regiments Nr. 153 (1899–1913)
- Karl Mehnert (1872–1961), Oberbürgermeister von Altenburg
- August Frölich (1877–1966), Staatsminister (Ministerpräsident) Thüringens von 1921 bis 1924
- Ernst Müller-Gräfe (1879–1954), Maler und Grafiker
- Engelbert Zaschka (1895–1955), Ingenieur, Erfinder und Hubschrauberpionier; studierte am Technikum Altenburg
- Erich Mäder (1897–1934), Politiker (SPD)
- Karin Hardt (1910–1992), Schauspielerin
- Medardus Höbelt (1914–2011), Bildender Künstler
- Günther Grewe (* 1924), 1952/54 stellvertretender Landrat
- Gerhard Altenbourg (1926–1989), Maler und Grafiker; lebte von 1962 bis 1989 in Altenburg
- Roland Gumpert (* 1944), Gründer und Geschäftsführer der Gumpert-Sportwagenmanufaktur
- Uwe Dag Berlin (* 1958), Schauspieler und Regisseur
- Michael Schindhelm (* 1960), Autor und Theaterintendant
- Ingo Schulze (* 1962), Schriftsteller
- Manuel Kressin (* 1978), Schauspieldirektor am Theater Altenburg/Gera